# Landbo
Landbo(er), en. [ˈlanˌbo?(ər)] flt. -boer ell. (egl. til -boer; nu sj. i rigsspr.) -boere. 
Oldn.: landbúi
- (hist.) bonde, der havde lejet en anden mands jord til dyrkning mod en bestemt afgift; fæster. (Ældre dansk: lan(d)bo i betydningen en fastboende, beslægtet med bonde.
- person, der er bosiddende paa landet (mods. bybo(er)); især om person, der driver landbrug.

Gengivet in extenso fra ODS, Ordbog over Det danske Sprog. Historisk Ordbog 1700-1950.

## Landboer i middelalderen
Med hensyn til de forskellige klasser af landboer skelnede man på landskabslovenes tid mellem:
- Odelbønder eller Adelbønder.
- Landboer (Fæstere).
- Gårdsiddere, (lat.: inquilini eller inderster)  sådanne, der havde bolig på en andens gårds grund og derfor vare pligtige at gøre dagsværk eller hoveri for (hoved)gården
- En bryde var i middelalderen godsbestyrer eller forvalter, men senere også fæstebonde.